# 茶鎛和羅城之戰
茶鎛和羅城之戰是唐贞观二十一年（647年）唐朝联合吐蕃和尼波羅國與天竺摩伽陀戒日王朝叛軍之間的戰爭，也是古代中國唯一一次跟印度的直接衝突。當時印度城邦林立，實際情況在史書中記錄的十分零散。

## 背景
公元647年，王玄策被唐太宗任命為正使，與副使蔣師仁一起，率30多人再次出使天竺摩伽陀戒日王朝，不料遇到戒日王去世，其臣下阿羅那順篡位，整個印度幾乎全陷入戰亂，使團除正副使者，其他人全部被殺，王玄策和蔣師仁被關了起來，後來得到戒日王妹妹拉迦室利公主的幫助，才逃了出去。他們二人一路北上，渡過甘地斯河，越過新都斯坦平原，歷經千辛萬苦來到尼波羅國（今尼泊爾），向李查维王朝國王那陵提婆借兵。
那時的尼波羅國已臣服吐蕃，而自從文成公主嫁給吐蕃贊普松贊干布後，當時的吐蕃與唐朝關係不錯，王玄策便憑此向尼波羅國借兵，借得七千騎兵，又向吐蕃借了一千多人，加上傳檄附近唐朝的藩屬國借了一些援兵，總共約有一萬多人，王玄策自任行軍總管，任命蔣師仁為先鋒開始討伐阿羅那順。

## 战斗
王玄策在都城茶鎛和羅城（今印度東北恒河南岸巴特那）先擊潰阿羅那順數萬大象兵，然後使用雲梯、拋石車、火攻等所有能用的手段，對守城不出的阿羅那順發動猛攻，連戰三日，茶鎛和羅城兵潰城破，大破之，斬首三千餘級，赴水溺死一萬多人。阿羅那順棄城而逃，王玄策率軍猛追，被分兵而至的蔣師仁活捉。

## 結果
戰後王玄策處理好摩揭陀戒日王朝各邦國事務後，押解阿羅那順及王妃、子等，虜男女12,000人、牛馬20,000頭回國述職，唐太宗大喜，授王玄策為朝散大夫。唐太宗死，葬於昭陵，曾刻阿羅那順石像，列於玄闕之下，為昭陵十四國君長石像之一。

## 影響
茶鎛和羅城之戰後，戒日王朝遂陷入分裂而終至滅亡，而其北方諸邦變成吐蕃的附屬國。